# Paul Haldimann

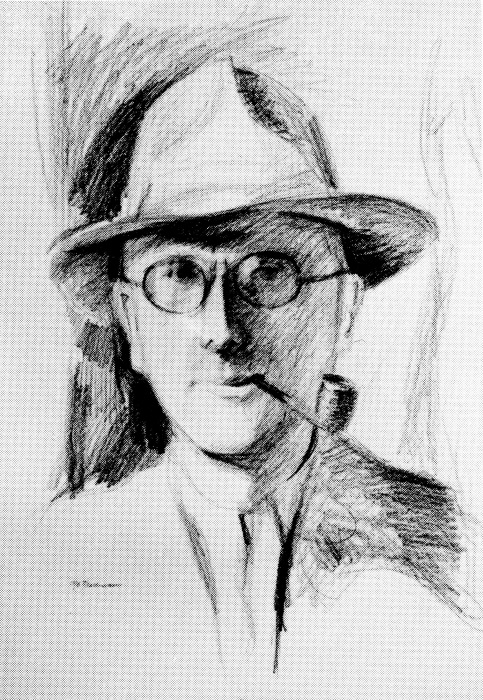
Selbstporträt des Künstlers Paul Haldimann (Bleistiftzeichnung um 1940)

Paul Haldimann (* 17. Mai 1893 in Wädenswil; † 26. Mai 1951 ebenda) war ein Schweizer Kunstmaler.

## Leben
Paul Haldimann, Bürger von Signau im Emmental, wuchs in Wädenswil am Zürichsee auf, absolvierte nach der Grundschule die Kunstgewerbeschule in Zürich und lernte zusammen mit Paul Bodmer Bühnenmalerei bei Albert Isler am Stadttheater Zürich. Ein Studienaufenthalt in München 1921, wo er mit der Münchener Malschule vertraut wurde, wirkte sich prägend auf seinen Stil aus. Er trat danach in seiner Heimatgemeinde 1925 eine Stelle als Lehrer an der Malerfachschule an und wirkte daneben als freischaffender Künstler.

## Werk
Haldimann arbeitete mit unterschiedlichen Techniken und schuf Bleistift- und Federzeichnungen, Aquarelle und Ölgemälde. Vereinzelt betätigte er sich auch als Bühnen- und Fassadenmaler. Sein Stil entzog sich weitgehend den modernistischen Tendenzen seiner Zeit (Expressionismus, Konstruktivismus, Abstrakte Kunst) und knüpfte in freier Art an die älteren Traditionen der Münchener Malschule und des Post-Impressionismus an. Er schuf vorwiegend Landschaften mit Motiven der Zürichsee-Region und des Zimmerberges sowie Stillleben.
Haldimanns einziges Werk in Sgraffito-Technik und zugleich sein bedeutendstes Kunstwerk im öffentlichen Raum war eine Darstellung von Kindern unter einem Baum am Kindergarten «Glärnisch» in Wädenswil von 1950. Der Kindergarten wurde auf Beschluss des Wädenswiler Stadtrats mitsamt dem Wandbild 2019 abgerissen. Das letzte erhaltene Kunstwerk Haldimanns im öffentlichen Raum ist die Sonnenuhr am 1928 von den Brüdern Bräm erbauten Altersheim «Fuhr» in Wädenswil.

## Galerie
Ölgemälde

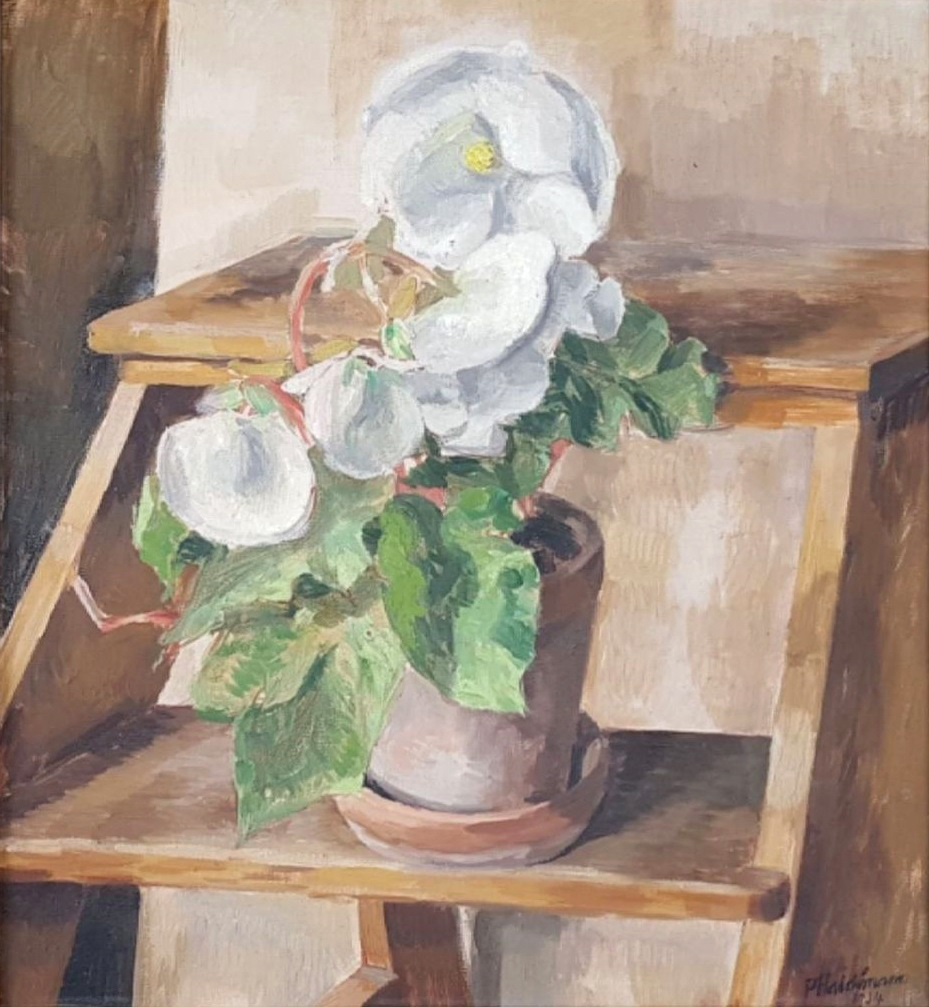
Blumenstillleben, 1934
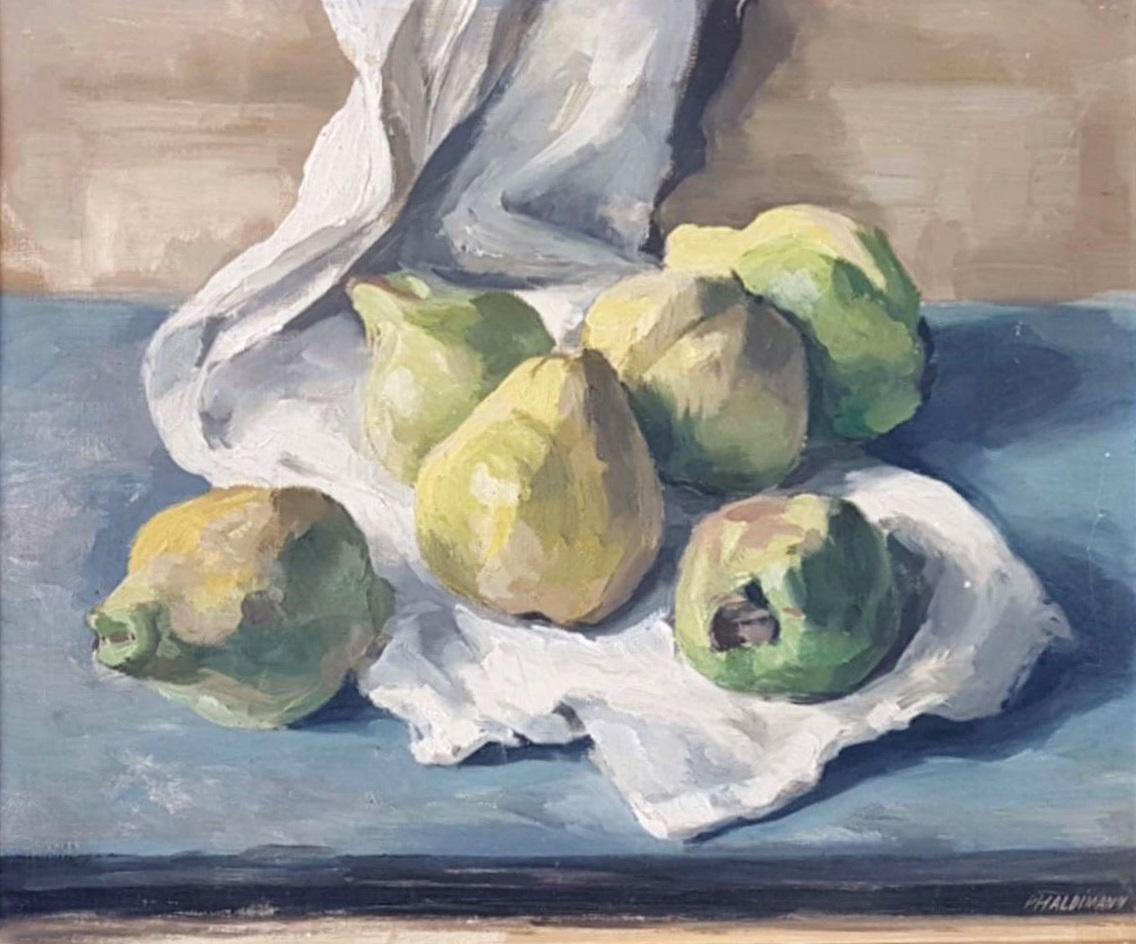
Stilleben mit Birnen, um 1935
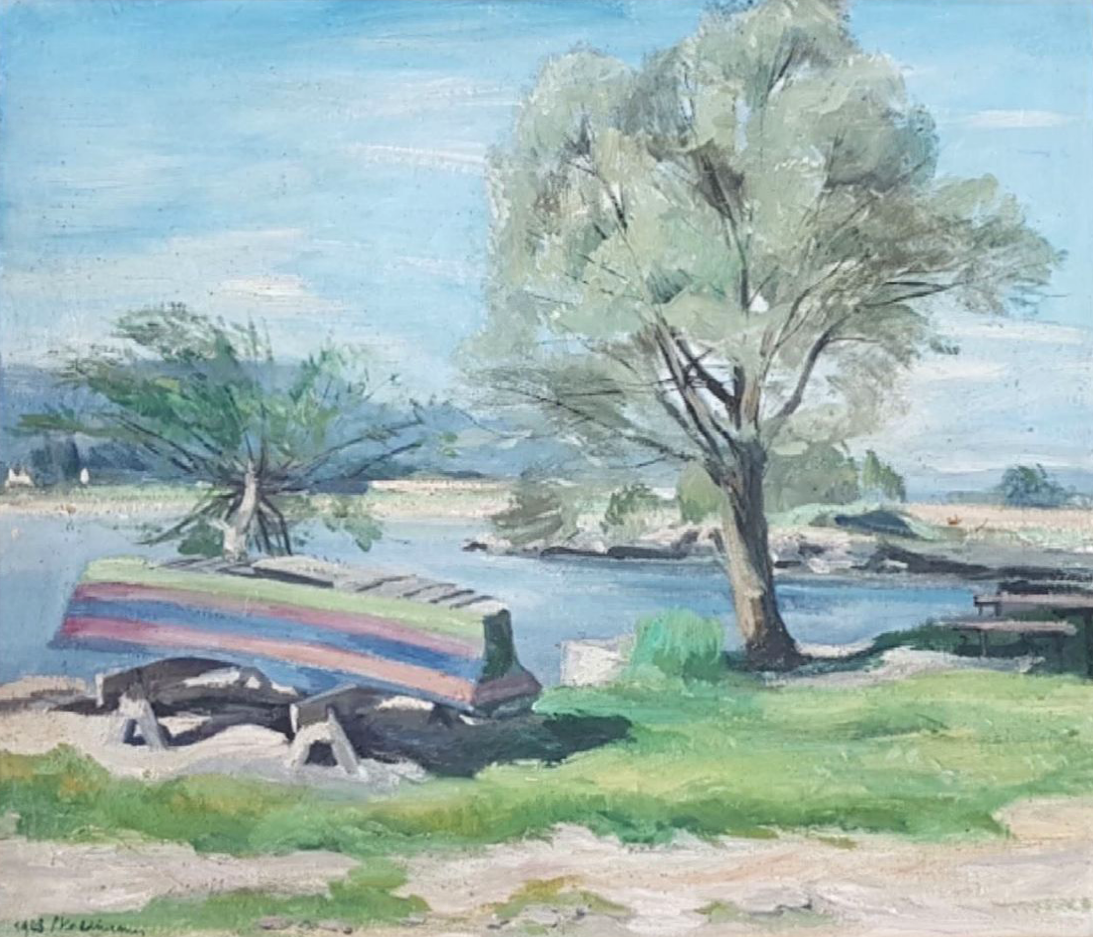
Uferpartie am Zürichsee, 1943
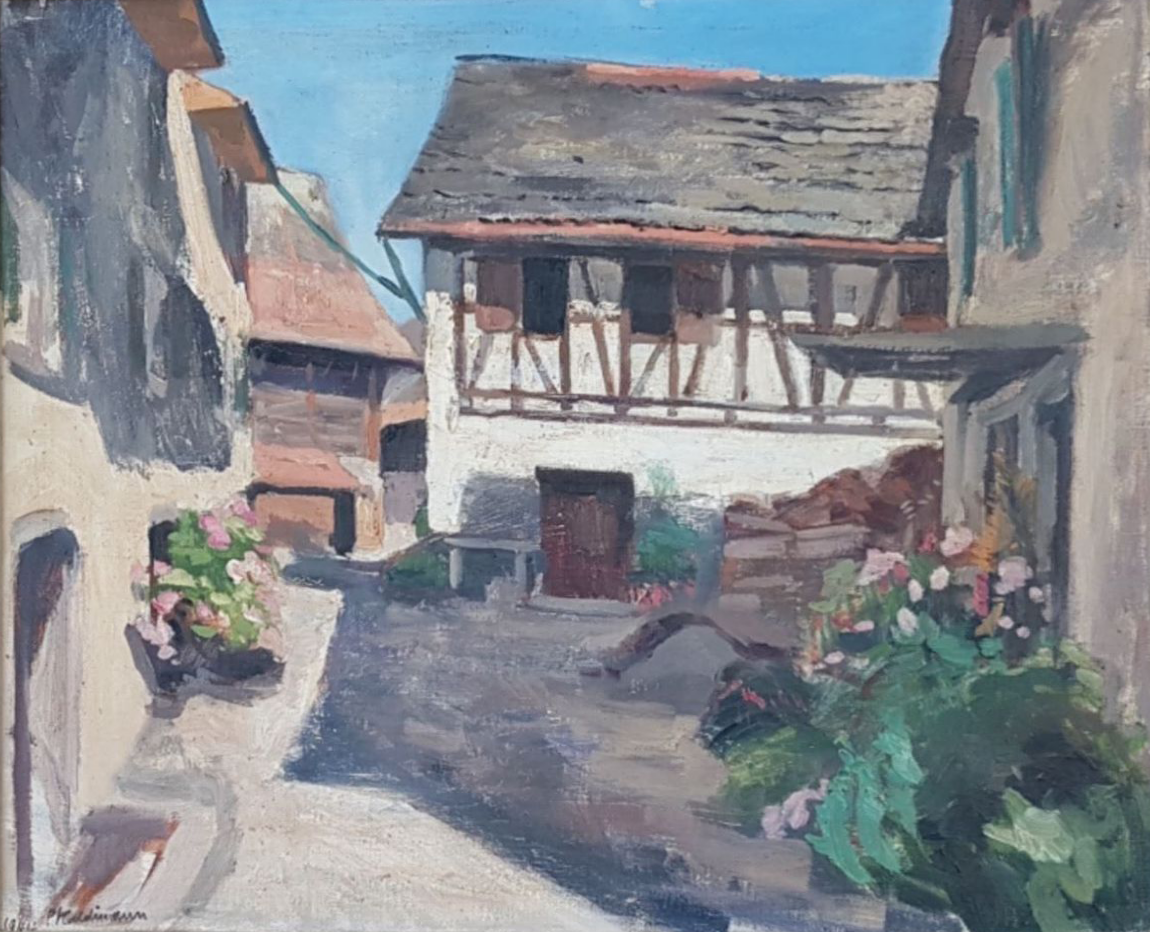
Dorfpartie mit Fachwerkhaus, 1944
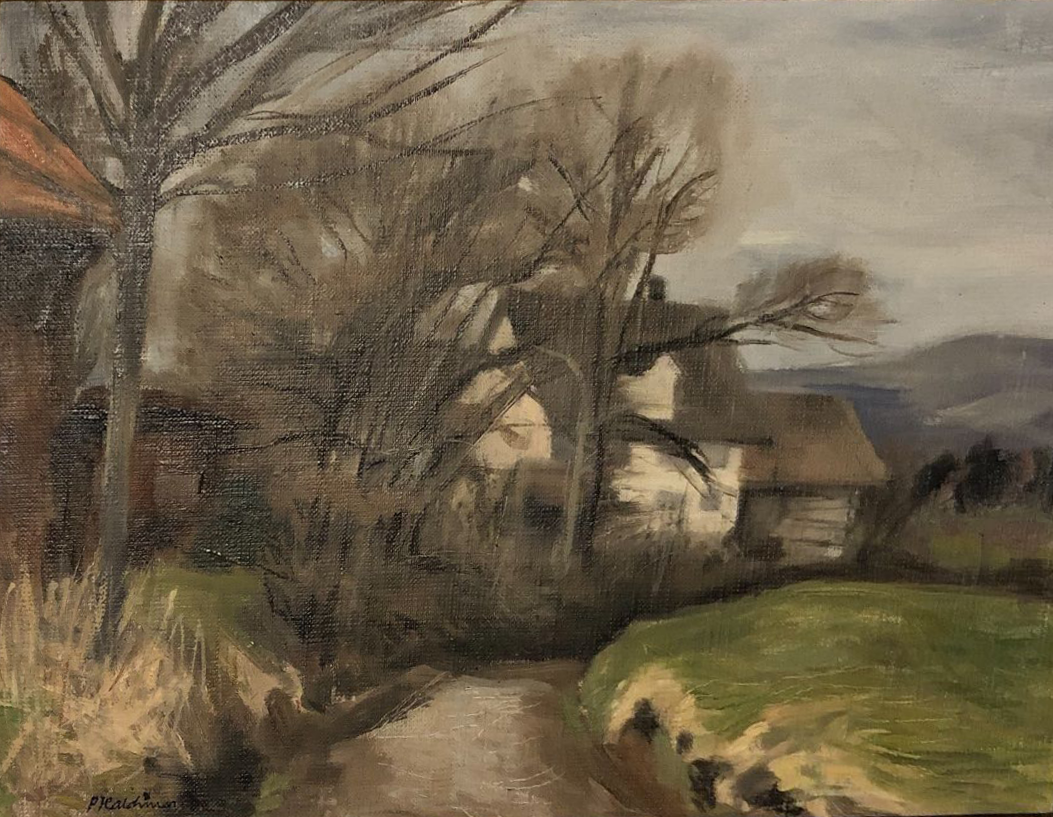
Bauernhof am Zimmerberg, um 1945

Federzeichnungen

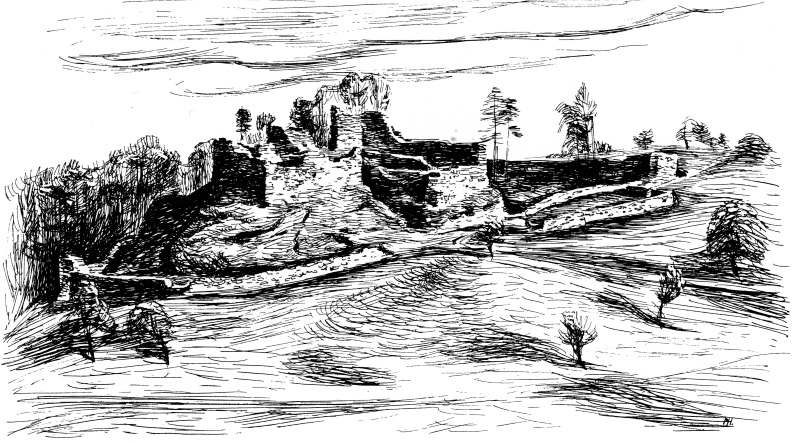
Burg-Ruine Alt-Wädenswil
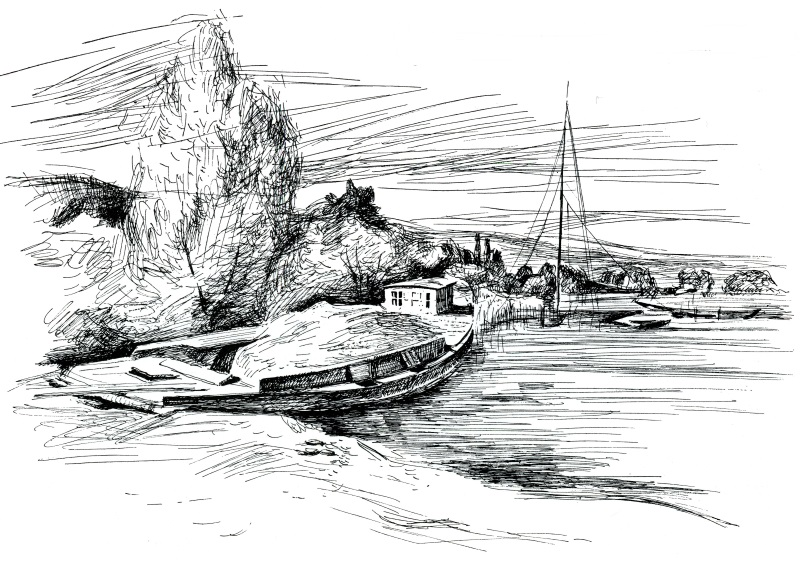
Bächer Bucht am Zürichsee

Öffentliche Werke

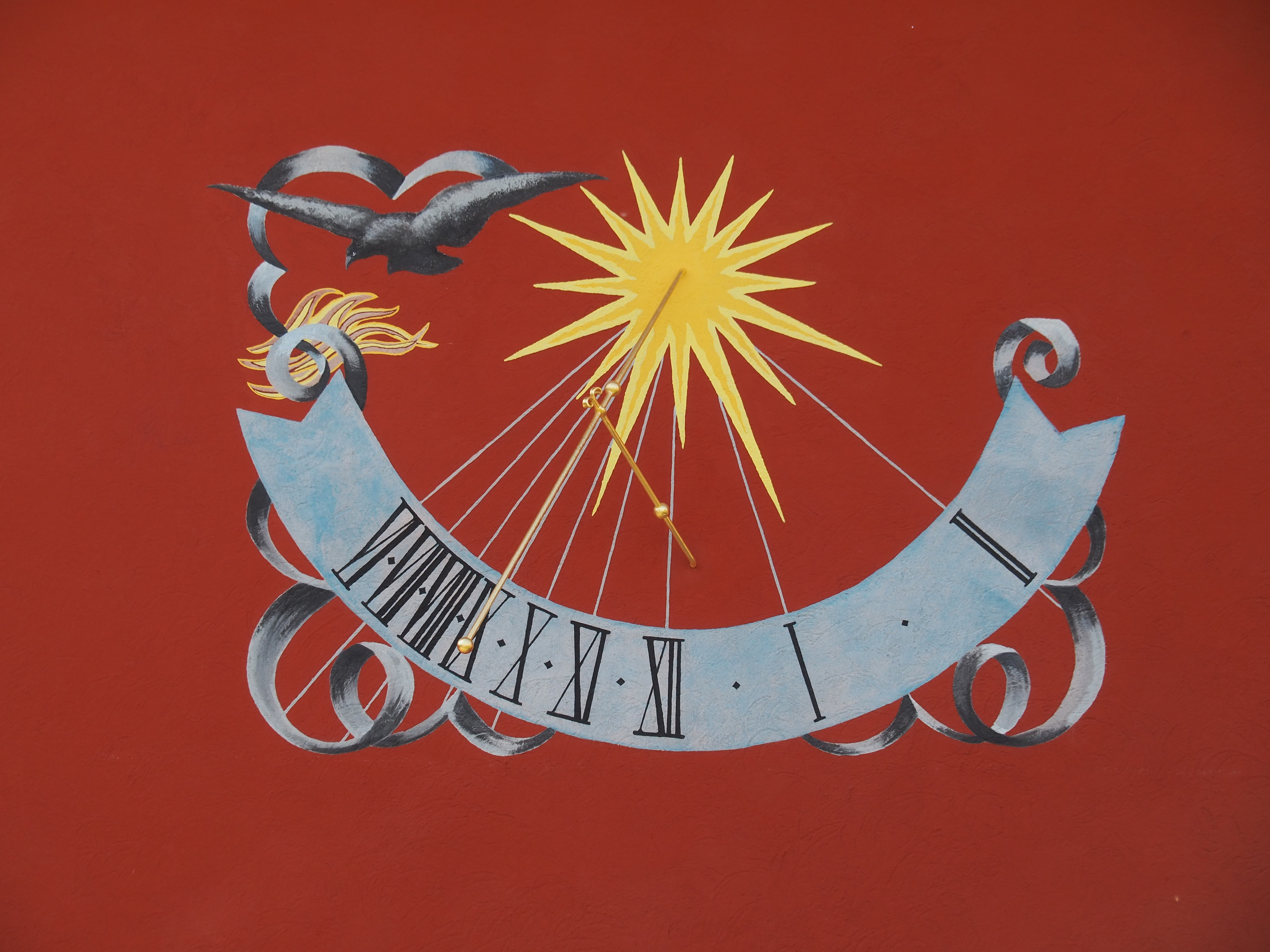
Sonnenuhr am Altersheim Fuhr in Wädenswil, 1928
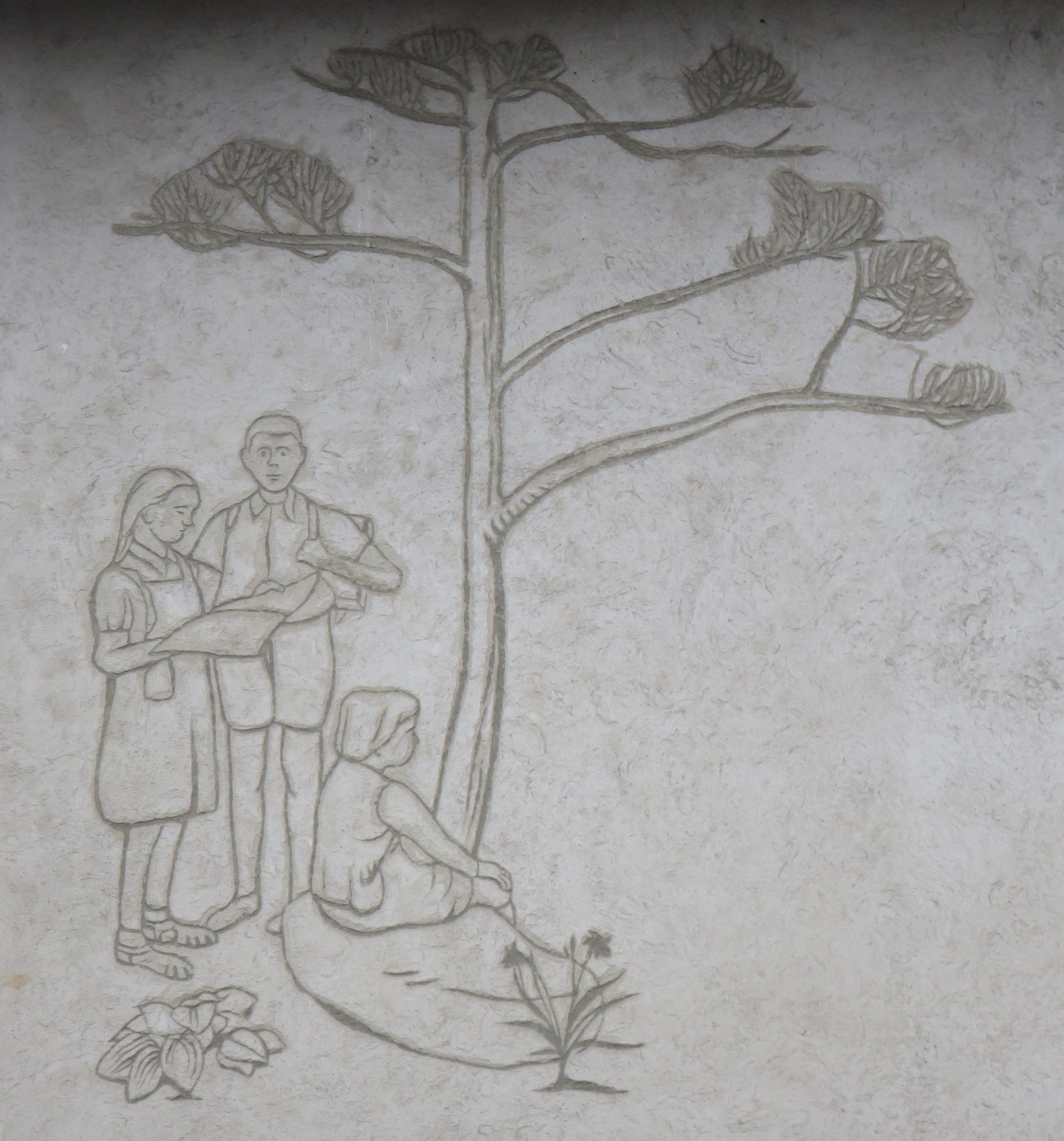
Sgraffito am Kindergarten Glärnisch, 1950 (2019 zerstört)